# 1987-es Formula–1 detroiti nagydíj
Az 1987-es Formula–1-es világbajnokság  ötödik futama az amerikai nagydíj volt.

## Futam
Detroitban is Mansell győzött az időmérő edzésen Senna és Piquet előtt.
A rajtnál az angol megtartotta a vezetést, majd fokozatosan elszakadt Sennától, míg a középmezőnyben Johansson, Warwick, Nakadzsima, Capelli is baleset ütközés részese volt. A harmadik helyen haladó Piquet nehezen tudta védeni pozícióját Cheever elől, a brazil egyik kereke nekikocannt a falnak, ezért ki kellett állnia a boxba új gumikért. Cheevert ezután Fabi támadta, majd a 7. körben összeütköztek. Fabival ellentétben Cheever folytatni tudta a versenyt a mezőny végén. Prost megelőzte az előtte haladó Boutsent, Alboreto váltóhiba miatti kiesése után pedig a harmadik helyre jött fel. Mansell boxkiállásánál probléma lépett fel, aki így 10 másodpercet veszített, ezzel Senna megelőzte. Piquet folyamatosan zárkózott fel a mezőnyben, Prost megelőzése után a lábgörcsben szenvedő Mansell mögé érkezett. Mansellt végül Piquet, Prost és Berger is megelőzte. Senna győzött Piquet és Prost előtt. Mögöttük Berger, Mansell és a felzárkózó Cheever szerzett pontot.
|         | Rsz. | Versenyző          | Csapat                 | Körök | Idő/Kiesések | Rajthely | Pontok |
| ------- | ---- | ------------------ | ---------------------- | ----- | ------------ | -------- | ------ |
| 1       | 12   | Ayrton Senna       | Lotus-Honda            | 63    | 1:50:16,358  | 2        | 9      |
| 2       | 6    | Nelson Piquet      | Williams-Honda         | 63    | + 33,819     | 3        | 6      |
| 3       | 1    | Alain Prost        | McLaren-TAG            | 63    | + 45,327     | 5        | 4      |
| 4       | 28   | Gerhard Berger     | Ferrari                | 63    | + 1:02,601   | 12       | 3      |
| 5       | 5    | Nigel Mansell      | Williams-Honda         | 62    | + 1 kör      | 1        | 2      |
| 6       | 18   | Eddie Cheever      | Arrows-Megatron        | 60    | + 3 kör      | 6        | 1      |
| 7       | 2    | Stefan Johansson   | McLaren-TAG            | 60    | + 3 kör      | 11       |        |
| 8       | 10   | Christian Danner   | Zakspeed               | 60    | + 3 kör      | 16       |        |
| 9       | 7    | Riccardo Patrese   | Brabham-BMW            | 60    | + 3 kör      | 9        |        |
| 10      | 25   | René Arnoux        | Ligier-Megatron        | 60    | + 3 kör      | 21       |        |
| 11 (1)  | 3    | Jonathan Palmer    | Tyrrell-Ford           | 60    | + 3 kör      | 13       |        |
| 12 (2)  | 14   | Pascal Fabre       | AGS-Ford               | 58    | + 5 kör      | 26       |        |
| Kiesett | 20   | Thierry Boutsen    | Benetton-Ford          | 52    | Fékek        | 4        |        |
| Kiesett | 26   | Piercarlo Ghinzani | Ligier-Megatron        | 51    | Kuplung      | 23       |        |
| Kiesett | 4    | Philippe Streiff   | Tyrrell-Ford           | 44    | Kerék        | 14       |        |
| Kiesett | 30   | Philippe Alliot    | Larrousse-Ford         | 38    | Baleset      | 20       |        |
| Kiesett | 27   | Michele Alboreto   | Ferrari                | 25    | Váltó        | 7        |        |
| Kiesett | 24   | Alessandro Nannini | Minardi-Motori Moderni | 22    | Váltó        | 18       |        |
| Kiesett | 9    | Martin Brundle     | Zakspeed               | 16    | Turbó        | 15       |        |
| Kiesett | 17   | Derek Warwick      | Arrows-Megatron        | 12    | Baleset      | 10       |        |
| Kiesett | 16   | Ivan Capelli       | March-Ford             | 9     | Elektronika  | 22       |        |
| Kiesett | 19   | Teo Fabi           | Benetton-Ford          | 6     | Baleset      | 8        |        |
| Kiesett | 21   | Alex Caffi         | Osella-Alfa Romeo      | 3     | Erőátvitel   | 19       |        |
| Kiesett | 8    | Andrea de Cesaris  | Brabham-BMW            | 2     | Váltó        | 17       |        |
| Kiesett | 23   | Adrián Campos      | Minardi-Motori Moderni | 1     | Baleset      | 25       |        |
| Kiesett | 11   | Nakadzsima Szatoru | Lotus-Honda            | 0     | Baleset      | 24       |        |

## Statisztikák
Vezető helyen:
- Nigel Mansell: 33 (1-33)
- Ayrton Senna: 30 (34-63)

Ayrton Senna 6. győzelme, 6. leggyorsabb köre, Nigel Mansell 8. pole-pozíciója.
- Lotus 79. győzelme.

Eddie Cheever 100. versenye.